# Lethe nudgara
Lethe nudgara är en fjärilsart som beskrevs av Hans Fruhstorfer 1911. Lethe nudgara ingår i släktet Lethe och familjen praktfjärilar. Inga underarter finns listade i Catalogue of Life.